# Virgatanytarsus aboensis
Virgatanytarsus aboensis är en tvåvingeart som beskrevs av Harrison 2004. Virgatanytarsus aboensis ingår i släktet Virgatanytarsus och familjen fjädermyggor.
Artens utbredningsområde är Etiopien. Inga underarter finns listade i Catalogue of Life.